# Barel (Dötlingen)
Barel ist ein Ortsteil und eine von 15 Bauerschaften in der Gemeinde Dötlingen im niedersächsischen Landkreis Oldenburg.
Das sieben Kilometer nordöstlich vom Ortskern Dötlingens und am Rittrumer Mühlbach gelegene Dorf hat 95 Einwohner (Stand: August 2022). Es wird überwiegend Landwirtschaft betrieben. Die Bauerschaft Barel, zu dem früher auch der Ort Nuttel gehörte, hatte 1815 17 Feuerstellen und 97 Einwohner.
Im Bareler Moor wurde im Jahr 1784 eine Moorleiche, das Mädchen aus dem Bareler Moor, gefunden. Das einzige noch erhaltene Teil der weiblichen Moorleiche befindet sich heute im Landesmuseum für Natur und Mensch in Oldenburg. Eine an dem Fund durchgeführte Untersuchung ergab eine Datierung in den Zeitraum zwischen 260 und 395 nach Chr.

## Söhne und Töchter des Ortes
- Karl Poppe (1896–1965), Politiker (NSDAP)